# کتل‌پاراق
کتل‌پاراق (به لاتین: Kətəlparaq) یک منطقه مسکونی در جمهوری آذربایجان است که در شهرستان بردع واقع شده است. کتل‌پاراق ۳۰۵۸ نفر جمعیت دارد.